# Толстиков, Олег Викторович
Оле́г Ви́кторович То́лстиков (27 декабря 1905 — 23 сентября 1971) — советский военный лётчик и военачальник, участник Великой Отечественной войны, командир 9-го смешанного, а впоследствии 10-го штурмового авиационного корпуса во время Великой Отечественной войны, генерал-полковник авиации.

## Биография
Родился 27 декабря 1905 года в городе Белёв Белевского уезда Тульской губернии. Русский. В РККА с июня 1921 года. Член ВКП(б) с 1940 года.

### Образование
- 3-я военная школа лётчиков и лётнабов им. К. Е. Ворошилова (1929 г.)
- Борисоглебская военная школа лётчиков и летнабов (1932 г.)
- 2-я Борисоглебская военная школа лётчиков (1933 г.)
- авиационный факультет Высшей военной академии имени К. Е. Ворошилова (1951 г.)

### Прохождение службы в довоенный период
- красноармеец в 57-м стрелковом полку войск внутренней службы (ВНУС) Московского военного округа (МВО)
- ноябрь 1923 г. — красноармеец, 250-й стрелковый полк 84-й стрелковой дивизии.
- февраль 1924 г. — старший переписчик 1-й Высшей авиационной школы красных военных летчиков и старший делопроизводитель 3-й военной школы летчиков
- январь 1926 г. — адъютант 3-го отдельного авиационного отряда и 28-го авиапарка ВВС МВО.
- 1929 г. младший, затем старший летчик-наблюдатель (летнаб) 57-й авиационной эскадрильи 3-й авиационной бригады ВВС Ленинградского военного округа (ЛВО)
- с ноября 1931 года — слушатель 3-й военной школы лётчиков и летнабов им. К. Е. Ворошилова Приволжского военного округа в Оренбурге
- с апреля 1932 г. — начальник химической службы и вооружения 92-го авиационного отряда 3-й авиационной бригады ВВС ЛВО
- с июля 1932 года — слушатель 2-й военной школы летчиков им. ОСОАВИАХИМа в Борисоглебске.
- с декабря 1933 г. — командир авиационного отряда 12-й отдельной армейской разведывательной эскадрильи Особой Краснознамённой Дальневосточной армии.
- с сентября 1938 г. — командир 8-го штурмового авиационного полка 53-й авиационной бригады 1-й Отдельной Краснознаменной армии
- в январе 1940 г. — помощник командира 47-й смешанной авиационной дивизии Орловского военного округа.

### Участие в Великой Отечественной войне
Участник войны с 23 июня 1941 года.
- в начале Великой Отечественной войны — помощник командира 47-й смешанной авиационной дивизии на Западном фронте.
- с конца августа 1941 г. — командир 47-й авиационной дивизии
- с октября 1941 г. — командующий ВВС 59-й резервной армии.
- в январе 1942 г. — командир 1-й авиационной бригады резерва Ставки ВГК.
- с мая 1942 г. — командир 233-й штурмовой авиационной дивизии 1-й воздушной армии Западного фронта
- с февраля 1943 г. — командир 9-го смешанного авиационного корпуса 17-й воздушной армии Юго-Западного (с 20 октября 1943 г. — -го Украинского) фронта
- с сентября 1944 г. — командир 10-го штурмового авиационного корпуса после переименования 9-го смешанного авиационного корпуса. 9-й смешанный авиационный корпус (первого формирования) под руководством О. В. Толстикова принимал участие в боевых действиях на Юго-Западном и 3-м Украинском фронтах, участвовал в операциях:
- Курская оборонительная операция — с 5 июля 1943 года по 12 июля 1943 года.
- Белгородско-Харьковская операция «Румянцев» — с 3 августа 1943 года по 23 августа 1943 года.
- Донбасская операция — с 13 августа 1943 года по 22 сентября 1943 года.
- Запорожская операция — с 10 октября 1943 года по 14 октября 1943 года.
- Днепропетровская операция — с 23 октября 1943 года по 5 ноября 1943 года.
- Никопольско-Криворожская операция — с 30 января 1944 года по 29 февраля 1944 года.
- Березнеговато-Снигиревская операция — с 6 марта 1944 года по 18 марта 1944 года.
- Одесская операция — с 26 марта 1944 года по 14 апреля 1944 года.
- Ясско-Кишиневская операция — с 20 августа 1944 года по 29 августа 1944 года.

10-й штурмовой авиационный корпус под руководством О. В. Толстикова принимал участие в боевых действиях на 3-м Украинском фронте, участвовал в операциях:
- Белградская операция с 28 сентября 1944 года по 20 октября 1944 года.
- Будапештская операция с 29 октября 1944 года по 13 февраля 1945 года
- Апатин-Капошварская наступательная операция с 7 ноября 1944 года по 10 декабря 1944 года
- Ондавская наступательная операция с 20 ноября 1944 года по 15 декабря 1944 года
- Венская операция с 16 марта 1945 года по 15 апреля 1945 года:
  - Веспремская наступательная операция с 16 марта 1945 года по 25 марта 1945 года
  - Шопрон-Баденская наступательная операция с 26 марта 1945 года по 6 апреля 1945 года
  - Надьканиже-Кёрмендская наступательная операция с 16 марта 1945 года по 15 апреля 1945 года
  - Штурм Вены с 26 марта 1945 года по 4 апреля 1945 года
- Балатонская оборонительная операция с 6 марта 1945 года по 15 марта 1945 года
- Грацско-Амштеттенская наступательная операция с 25 апреля 1945 года по 5 мая 1945 года

За время войны Толстиков был 20 раз упомянут в благодарственных в приказах Верховного Главнокомандующего
Праздник Победы корпус встретили на аэродромах Венгрии и Австрии.

### После войны
- с января 1946 г. генерал-лейтенант О. В. Толстиков — заместитель командующего 2-й воздушной армией Центральной группы войск (г. Вена, Австрия).
- с апреля 1946 г. — начальник Управления боевой подготовки штурмовой авиации ВВС.
- с 1947 по 1949 год — начальник Государственного Краснознаменного (ГК) НИИ ВВС
- с января 1950 — слушатель авиационного факультета Высшей военной академии им. К. Е. Ворошилова
- с декабря 1951 г. — начальник штаба — 1-й заместитель командующего войсками Бакинского района ПВО
- с февраля 1954 г. — командующий войсками Бакинского района ПВО
- с июня 1954 г. — 1-й заместитель командующего Бакинского района ПВО
- с 29 июня 1955 г. по 20 июля 1959 г генерал-лейтенант авиации, с 18 февраля 1958 г. — генерал-полковник авиации Толстиков работал в системе МВД СССР в должности 1-го заместителя министра по Местной ПВО[3]
- с апреля 1960 г. — начальник штаба Гражданской обороны СССР, с 1965 года — 1-й заместитель начальника Гражданской обороны СССР
- с 16 ноября 1970 г. в отставке.

Проживал в Москве. Умер 23 сентября 1971 года. Похоронен на Новодевичьем кладбище в Москве.

### Общественно-политическая деятельность
- делегат XIX-го съезда ВКП(б)[4]
- Депутат Верховного Совета СССР 4-го созыва

### Воинские звания
- генерал-майор авиации — 17 марта 1943 года
- генерал-лейтенант авиации — 02 августа 1944 года
- генерал-полковник авиации — 18 февраля 1958 года

## Награды
- орден Ленина (1946)[5]
- орден Ленина (13.04.1945)[6]
- орден Красного Знамени (03.11.1941 г.)[7]
- орден Красного Знамени (11.1944 г.)
- орден Красного Знамени (03.11.1944 г.)[5][8]
- орден Красного Знамени (1951)[5]
- орден Красного Знамени
- орден Суворова 1 степени (28.04.1945 г.)[9]
- орден Богдана Хмельницкого 1 степени (13.09.1944 г.)[10]
- орден Суворова 2 степени (17.09.1943 г.)[11]
- орден Кутузова 2 степени (19.03.1944 г.)[12]
- орден Красной Звезды
- медали